# Митоза
Митоза је део ћелијског циклуса у коме се реплицирани хромозоми раздвајају у два нова једра. Подела ћелија митозом је једначина подела која доводи до генетски идентичних ћелија у којима се одржава укупан број хромозома. Митози претходи С фаза интерфазе (у току које долази до репликације ДНК), а прате је телофаза и цитокинеза, које деле цитоплазму, органеле и ћелијску мембрану једне ћелије у две нове ћелије које садрже приближно једнак удео ових ћелијских компоненти. Различити стадијуми митозе у целини дефинишу митотичку фазу (М фазу) ћелијског циклуса—поделу матичне ћелије на две ћерке ћелије које су генетски идентичне једна другој.
Процес митозе је подељен на фазе које одговарају завршетку једног скупа активности и почетку следећег. Ове фазе су препрофаза (специфична за биљне ћелије), профаза, прометафаза, метафаза, анафаза и телофаза. Током митозе, хромозоми, који су се већ удвостручили током интерфазе, кондензују се и везују за влакна вретена која повлаче једну копију сваког хромозома на супротне стране ћелије. Резултат су два генетски идентична једра. Остатак ћелије може да настави да се дели цитокинезом да би произвео две ћерке ћелије. Различите фазе митозе могу се визуализовати у реалном времену, користећи слике живих ћелија.
Грешка у митози може довести до производње три или више ћерки ћелија уместо нормалне две. Ово се зове триполарна митоза и мултиполарна митоза. Ове грешке могу бити узрок неживих ембриона који не успеју да се имплантирају. Друге грешке током митозе могу изазвати митотичку катастрофу, апоптозу (програмирана ћелијска смрт) или изазвати мутације. Одређени типови карцинома могу настати из таквих мутација.
Митоза се јавља само у еукариотским ћелијама и варира између организама. На пример, животињске ћелије генерално пролазе кроз отворену митозу, где се нуклеарни омотач разбија пре него што се хромозоми одвоје, док ћелије гљива генерално пролазе кроз затворену митозу, где се хромозоми деле унутар нетакнутог ћелијског једра. Већина животињских ћелија пролази кроз промену облика, познату као митотичко заокруживање ћелија, да би усвојила скоро сферичну морфологију на почетку митозе. Већина људских ћелија се производи митотском деобом ћелија. Важни изузеци укључују гамете - сперматозоиде и јајне ћелије - које настају мејозом. Прокариоти, бактерије и археје којима недостаје право једро, деле се другачијим процесом који се назива бинарна фисија.

## Фазе митозе
Митоза се дели на 5 фаза: 
- профазу,
- прометафазу,
- метафазу,
- анафазу и
- телофазу

Фазе су поређане по редоследу дешавања и међу њима профаза траје најдуже, а метафаза најкраће. На самом почетку митозе хромозоми се уочавају као дугачки конци, по чему је и сама деоба добила име (грч. mitos = конац).
- Профаза, прва фаза митозе, одликује се следећим дешавањима:

1. хромозоми су прво кончасти, а затим се кондензују тако да се могу лепо уочити њихови делови: сестринске хроматиде спојене центромером;
2. парови центриола су распоређени на половима ћелије: на сваком полу је по један пар центриола;
3. на половима ћелије, око парова центриола, микротубуле се зрачно распоређују градећи структуре назване астери;
4. почиње образовање деобног вретена кога граде микротубуле нанизане једна на другу од центриола ка екватору ћелије;
5. нестаје једарни овој чиме се садржај једра меша са цитоплазмом;
6. нестаје једарце.

- У метафази се хромозоми најбоље уочавају јер су максимално кондензовани. Дешавања у овој фази су:

1. завршава се образовање деобног вретена; конци деобног вретена се пружају од центриола на половима ћелије до хромозома на екватору ћелије;
2. хромозоми се налазе на екватору ћелије где образују екваторијалну раван (плочу); сваки хромозом је, преко кинетохора, повезан концима деобног вретена и са једним и са другим полом ћелије; (пошто је кинетохор паран; један се везује за један, а други за супротни пол ћелије).

- Анафаза почиње уздужном поделом центромере чиме се сестринске хроматиде раздвајају – хромозом се поделио на два нова хромозома. Хроматиде, које су сада нови хромозоми, се крећу ка половима скраћивањем микротубула деобног вретена. (За кретање хроматида ка половима потроши се неколико молекула АТП-а.) Од сваког хромозома једна хроматида одлази на један, а друга на други пол ћелије – тиме се на половима налази подједнак број хроматида. У људској ћелији, чијих се 46 хромозома поделило на 92 хроматиде, по 46 хроматида (нових хромозома) се налази на сваком полу ћелије.

- Телофаза, завршна фаза митозе (грч. thelos = крај), обухвата:

1. хромозоми се декондензују (деспирализују);
2. ишчезавају конци деобног вретена;
3. око хромозома на половима ћелије образује се једарни (нуклеусни) овој;
4. образује се једарце;
5. на екватору ћелије се образује деобна бразда којом се равномерно подели цитоплазма на две кћерке-ћелије (цитокинеза)
6. кћерке-ћелије имају упола мању количину цитоплазме од мајке-ћелије; када уђу у интерфазу током периода раста оне ће достићи величину мајке ћелије.